# Pia Fries
Pour les articles homonymes, voir Fries.
Pia Fries, née en 1955, à Beromünster, est une peintre suisse abstraite.

## Biographie
Pia Fries étudie la sculpture à Lucerne en 1980, puis la peinture auprès de Gerhard Richter à la Kunstakademie Düsseldorf jusqu'à 1986. Le journal allemand Die Welt la définit même comme « L'héritière spirituel de Gerhard Richter ». Elle vit et travaille entre Düsseldorf et Munich depuis le milieu des années 1990.

## Œuvre
Pia Fries réalise des œuvres abstraites qui répondent au nom de Bildobjekten en allemand, littéralement des tableaux-objets. Ses toiles brouillent les frontières entre peinture et sculpture grâce à des agglomérations de matière qui créent du relief. 
Depuis quelques années, l'artiste mène une étude et réflexion sur les productions du dessinateur, graveur et peintre néerlandais Hendrick Goltzius. Elle s'est aussi intéressée au travail de la naturaliste néerlandaise, Maria Sibylla Merian.

## Expositions personnelles (sélection)
- Pia Fries, Kunstmuseum Lucerne, Lucerne ; Bonner Kunstverein, Bonn
- Pia Fries: parsen und module, Kunstverein Göppingen, 1999[7].
- Pia Fries: Krapprhizom Luisenkupfer, Staatliche Kunsthalle Karlsruhe, 2011
- Pia Fries: tabula coloribus, Kunstparterre, Munich, du 7 novembre au 18 décembre 2015[8].
- Pia Fries: Vier Winde, Gerhard-Altenbourg Preis, Lindenau-Museum Altenburg, du 12 novembre 2016 au 18 janvier 2017[9].
- Pia Fries: parsen und module, musée d’Art moderne de la Ville de Paris, du 9 mars au 20 mai 2018[6].